# Amphigymnas woodmasoni
Amphigymnas woodmasoni is een zeekomkommer uit de familie Synallactidae.
De wetenschappelijke naam van de soort werd in 1891 gepubliceerd door John Henry Tull Walsh.

## Synoniemen
- Amphigymnas multipes Walsh, 1891[2]
- Synallactes reticulatus Sluiter, 1901